# Estera (imię)
Estera – imię żeńskie pochodzenia biblijnego. Nosiła je tytułowa bohaterka Księgi Estery (hebr. ‏אֶסְתֵּר‎). Imię to wywodzi się od staroperskiego słowa setarah (pers. ‏ستاره‎) oznaczającego „gwiazda”; może mieć również rodowód akadyjski – od imienia bogini Isztar.
W Polsce imię to było znane w formach Ester i Hester (1431). Dość często nadawali je polscy Żydzi.
Wśród imion nadawanych nowo narodzonym dzieciom, Estera w 2017 r. zajmowała 133. miejsce w grupie imion żeńskich.
Estera imieniny obchodzi 1 lipca.

## Imię Estera w innych językach
- angielski: Essie, Esta, Etty, Hester, Hettie, Tess
- fiński, kurdyjski, czeski, portugalski, jęz. skandynawskie, hiszpański: Esther
- fiński: Esteri
- francuski: Estée
- irlandzki: Eistir
- słowacki, rumuński: Estera
- rosyjski: Esfir, Yesfir
- węgierski: Eszter
- hebr. ‏אֶסְתֵּר‎ (Ester)
- niderlandzki: Hester

## Znane osoby
- Esther Canadas – hiszpańska modelka i aktorka,
- Essie Davis – australijska aktorka,
- Ester Dean – amerykańska wokalistka,
- Esther Duflo – francusko-amerykańska ekonomistka, laureatka Nagrody Nobla,
- Ester Herlitz – izraelska polityk,
- Estera Kowalska – polska aktorka,
- Estée Lauder – amerykańska założycielka marki kosmetoogicznej o tej samej nazwie własnej,
- Ester Ledecká – czeska snowboardzistka oraz narciarka,
- Esther Lederberg – amerykańska mikrobiolog, immunolog i genetyczka,
- Ester Ofarim – izraelska wokalistka,
- Esther Phillips – amerykańska wokalistka,
- Ester Razi’el-Na’or – izraelska polityk,
- Ester Salmowic – izraelska polityk,
- Esther Süss – szwajcarska kolarka górska,
- Esterina Tartman – izraelska polityk,
- Esther Vergeer – holenderska tenisistka,
- Ester Wilenska – izraelska polityk,
- Esther Williams – amerykańska pływaczka i aktorka,
- Estera Żeromska – polska japonistka.